# Coupe de France 1933/34
Der Wettbewerb um die Coupe de France in der Saison 1933/34 war die 17. Ausspielung des französischen Fußballpokals für Männermannschaften. In diesem Jahr wurde mit der zweiten Division auch ein professioneller Unterbau für die 1932 eingeführte, allerdings 1933 auf 14 Teilnehmer reduzierte höchste Spielklasse geschaffen.
Für diesen Wettbewerb meldeten 540 Vereine. Titelverteidiger war Excelsior AC Roubaix, der in diesem Jahr aber schon im Achtelfinale ausschied. Die Pokaltrophäe sicherte sich – zum zweiten Mal nach 1930 – der FC Sète. Da Sète in dieser Saison auch französischer Meister wurde, gelang der Mannschaft aus dem Languedoc als erster in der Geschichte des französischen Fußballsports der Gewinn des Doublé. Sein Endspielgegner Olympique Marseille stand bereits zum vierten Mal nach 1924, 1926 und 1927 im Finale, musste das Stadion aber zum ersten Mal als Verlierer verlassen. Als erfolgreichster Amateurklub erreichte der Racing Club Arras die Runde der besten 16 Mannschaften.
Die Zweit- sowie einige im Vorjahr früh ausgeschiedene Erstligisten mussten bereits vor der Runde der letzten 64 Teams die Qualifikation durchlaufen; so hatte beispielsweise Olympique Marseille schon drei Runden hinter sich, die es allerdings mit einem wahren Schützenfest (10:0 gegen Le Vigan, 19:0 gegen Stade Raphaëlois und 8:0 gegen FC Cogolin) problemlos überstand. Von den Zweitligisten scheiterten AS Monaco, FC Lyon und RC Calais vorzeitig.

Eine Pokalkommission setzte für Zweiunddreißigstel- und Sechzehntelfinale sämtliche Begegnungen fest; Erstligisten konnten in der ersten Runde nicht aufeinandertreffen. Dabei wurde für das Zweiunddreißigstelfinale auch das Heimrecht festgelegt; ab dem Sechzehntelfinale fanden die Spiele auf neutralem Platz statt. Ab dem Achtelfinale wurden die Paarungen frei ausgelost. Endete eine Begegnung nach Verlängerung unentschieden, kam es zu einem oder mehreren Wiederholungsspielen.

## Zweiunddreißigstelfinale
Spiele am 10. Dezember 1933. Die Vereine der professionellen Divisionen sind mit D1 bzw. D2 bezeichnet; alle anderen waren Amateurklubs (ohne Angabe der jeweiligen Ligenstufe).
| - RC Arras – SC Fives D1 3:1 n. V. - RC Lens – US Deux-Vireux 5:0 - FC Sète D1 – CD Español Bordeaux D2 10:0 - Le Havre AC D2 – SC Caudry 5:1 - AS Cannes D1 – FC Hyères D2 4:3 n. V. - Olympique Marseille D1 – US Cazères 14:1 - SC Saint-Étienne – SO Béziers D2 0:3 - Stade Français Paris – SO Montpellier D1 3:4 n. V. - FC Bischwiller 07 – FC Antibes D1 1:3 - AC Amiens D2 – Énergie Troyes 2:0 - UC Bagnols – Olympique Alès D2 1:2 - FC Sochaux D1 – CA Mulhouse 5:1 - Racing Strasbourg D2 – UL Moyeuvre 3:0 - US Tourcoing D2 – Iris Club Lillois 5:2 - FC Metz D2 – USO Bruay 0:1 - US Valenciennes D2 – CA Paris D1 0:1 n. V. | - FC Rouen D2 – Stade Roubaix 5:1 - SCO Angers – Racing Roubaix D2 1:3 - Excelsior Roubaix D1 – CO Billancourt 1:0 - Stade Rennes D1 – Stade Morlaix 4:0 - CO Cholet – US Quevilly 0:3 - SC Reims – Olympique Lille D1 0:6 - AS Brest – Club Français Paris D2 3:5 - US Forbach – AS Saint-Étienne D2 2:3 - SC Nîmes D1 – AS Valentigney 7:0 - OGC Nizza D1 – US Suisse Paris 3:1 - SC La Bastidienne Bordeaux D2 – Stade Enghien 2:4 - Red Star Olympique D2 – FC Saint-Louis 1911 0:1 - US Saint-Servan-Saint-Malo D2 – Drapeau Fougères 5:0 - FC Mulhouse D2 – ES Bully 3:1 n. V. - Racing Club Paris D1 – EA Guingamp 5:1 - ES Hayange – US Boulogne 3:0 |

## Sechzehntelfinale
Spiele am 7. Januar 1934
| - RC Arras – Le Havre AC D2 1:0 - FC Sète D1 – SO Béziers D2 3:0 - AS Cannes D1 – OGC Nizza D1 3:0 - Olympique Marseille D1 – Club Français Paris D2 2:0 - SO Montpellier D1 – FC Sochaux D1 1:0 - AC Amiens D2 – RC Lens 5:0 - US Tourcoing D2 – US Quevilly 4:1 n. V. - CA Paris D1 – SC Nîmes D1 3:2 | - FC Rouen D2 – Olympique Alès D2 2:1 - Racing Roubaix D2 – USO Bruay 2:0 - Excelsior Roubaix D1 – ES Hayange 4:1 - Stade Rennes D1 – FC Antibes D1 3:1 - Olympique Lille D1 – FC Saint-Louis 1911 1:0 - AS Saint-Étienne D2 – US Saint-Servan-Saint-Malo D2 6:0 - FC Mulhouse D2 – Stade Enghien 3:2 - Racing Club Paris D1 – Racing Strasbourg D2 4:1 |

## Achtelfinale
Spiele am 4., Wiederholungsmatches am 11. Februar 1934
| - FC Sète D1 – SO Montpellier D1 1:0 - Olympique Marseille D1 – FC Mulhouse D2 2:1 - AC Amiens D2 – CA Paris D1 4:1 - US Tourcoing D2 – AS Saint-Étienne D2 1:1 n. V., 4:3 | - FC Rouen D2 – Excelsior Roubaix D1 1:0 - Racing Roubaix D2 – RC Arras 0:0 n. V., 2:0 - Stade Rennes D1 – AS Cannes D1 2:0 - Olympique Lille D1 – Racing Club Paris D1 6:0 |

## Viertelfinale
Spiele am 4., Wiederholungsmatch am 18. März 1934
| - FC Sète D1 – AC Amiens D2 3:0 - Olympique Marseille D1 – Stade Rennes D1 2:2 n. V., 4:0 | - Racing Roubaix D2 – FC Rouen D2 3:2 n. V. - Olympique Lille D1 – US Tourcoing D2 3:0 |

## Halbfinale
Spiele am 8. April 1934
| - FC Sète D1 – Olympique Lille D1 1:0 | - Olympique Marseille D1 – Racing Roubaix D2 1:0 |

## Finale
Spiel am 6. Mai 1934 im Stade Olympique Yves-du-Manoir in Colombes vor 40.600 Zuschauern
- FC Sète – Olympique Marseille 2:1 (1:1)

### Mannschaftsaufstellungen
Die Auswechslung von Spielern war seinerzeit noch nicht erlaubt.
FC Sète: René Llense – Joseph Hillier, Vincent Gasco – Louis Gabrillargues, Márton Bukovi, Yves Dupont – Jules Monsallier, Yvan Beck , István Lukács, Marcel Miquel, Ali Benouna
Trainer : René Dedieu
Olympique Marseille: Laurent Di Lorto – Henri Conchy, Max Conchy – Max Charbit, Leopold Drucker, René Schillemann – Émile Zermani, Joseph Alcazar, Jean Boyer , József Eisenhoffer, Vilmos „Willy“ Kohut
Trainer : Vinzenz Dittrich
Schiedsrichter: Jules Baert (Lille)

### Tore
0:1 Zermani (2.)

1:1 Lukács (22.)

2:1 Lukács (75.)

### Besondere Vorkommnisse
Die über 40.000 Zuschauer beim Endspiel setzten eine neue Bestmarke; die bisherige wurde im Vorjahr aufgestellt und lag bei rund 38.000 zahlenden Besuchern.
Im Pokalwettbewerb erwies sich die neue zweite Division als durchaus stark: im Viertelfinale standen je vier Mannschaften aus den beiden Profiligen. Und Racing Roubaix, im Vorjahr noch eine Amateurelf, erreichte sogar zum dritten Mal in Folge das Halbfinale; dort allerdings scheiterte das Team – anders als 1932 und 1933 – diesmal. Dagegen schaffte es, wie erstmals schon im Vorjahr, erneut kein einziger der zahlreichen Hauptstadtklubs in die Runde der besten acht Mannschaften.